# سیارک ۳۴۰۸۸
سیارک ۳۴۰۸۸ (به انگلیسی: 34088 Satokosuka، نامگذاری:2000PC7) سی و چهار هزار و هشتاد و هشتمین سیارک کشف شده‌است که در ۶ اوت ۲۰۰۰ کشف شد.